# День пера

День пера (или ручки) (перс.  روز قلم‎) — иранский праздник, отмечающийся 4/5 июля (14 тира по иранскому календарю).

## История праздника
День пера был внесен в официальный календарь Ирана Верховным советом культурной революции по предложению Общества пера Ирана. В условиях современного мира ручка — необходимый инструмент, без которого не обходится ни один день. Без этого инструмента человеческая жизнь — а, особенно, жизнь писателя, переводчика, журналиста — кажется просто невозможной.
История Дня ручки берет свое начало много веков назад. В древнем Иране существовал день Тирган (тринадцатое число месяца тир) — праздник, посвященный перу. В исторических источниках сказано, что этот день праздновался по инициативе шаха Хушанга, который искренне ценил труд каллиграфов, писарей и поэтов; он устраивал празднества, в которых охотно участвовали все слои населения.
Другим возможным предшественником Дня ручки считают праздник, описанный астрономом Абу Райханом Бируни: он писал, что тринадцатое тира было днем Меркурия, а Меркурий считался «писцом звезд», так как находится ближе всего к Солнцу.
После Исламской революции известные писатели и поэты Ирана предложили зарегистрировать 13 тира как день ручки, но в итоге праздник был утвержден 14 тира по предложению Общества пера Ирана.
Это первый зафиксированный случай подобного праздника в мире.

## Общество пера Ирана
Общество пера Ирана было создано 27 мая 1999 года с разрешения министерства культуры и исламской ориентации. Членами данной организации являются поэты, писатели, драматурги, критики, переводчики, исследователи и ученые. Общество пера никак не соотносится с политическими партиями или религиозными организациями.
В настоящее время общество включает около 200 членов, среди них: иранский физик и политик Али Акбар Велаяти, бывший спикер Исламского консультативного совета Али Ардашир Лариджани, издатель и критик Али Моалем, писатель Мохаммад Миркияни и журналист, сценарист и писатель Сейед Махди Шоджаи.